# Султан (прикраса)

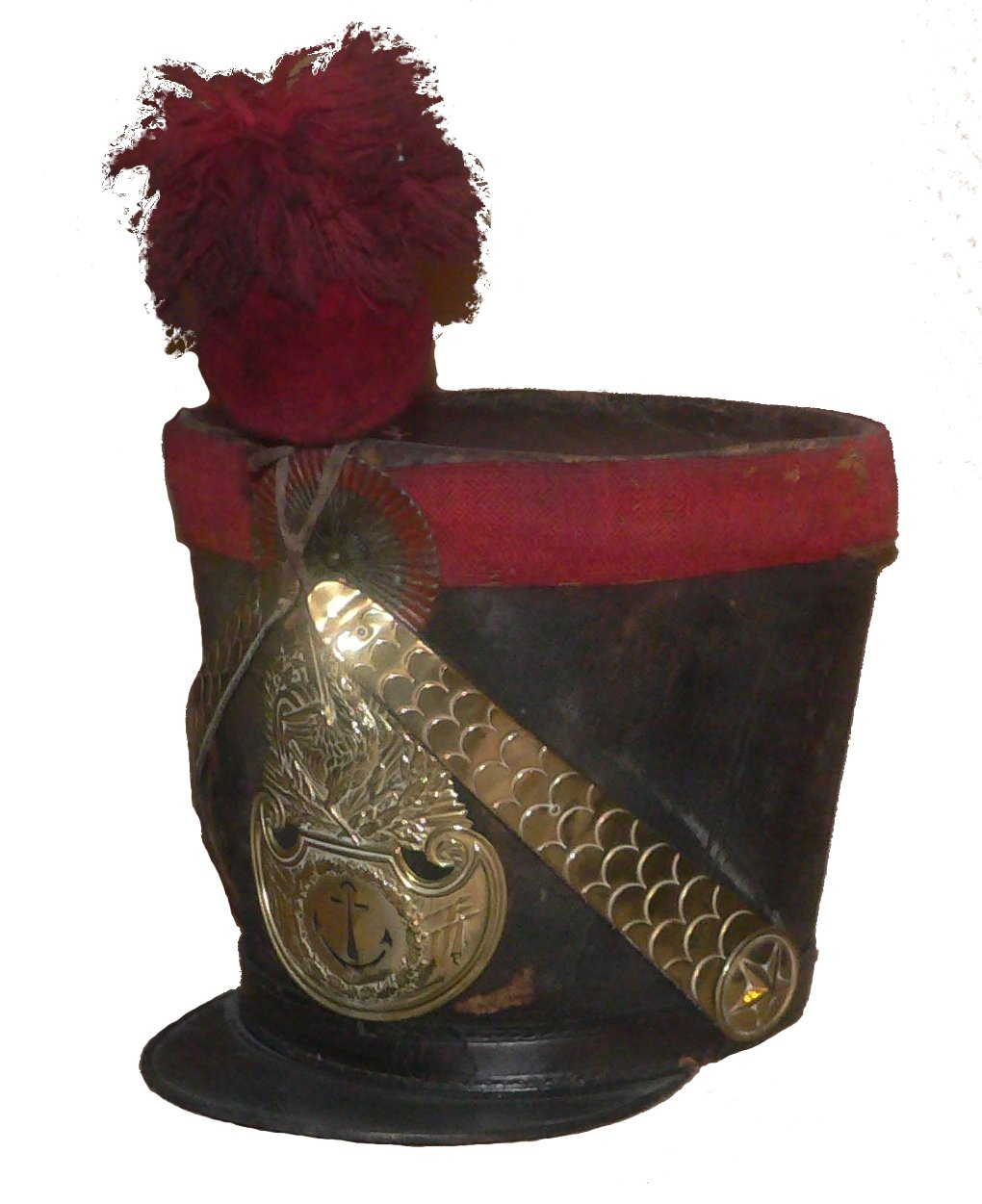
Французький ківер з червоним султаном

Султа́н (від тур. sultan)  — оздоба з вертикально укріпленого пучка пір'я або кінського волосу на головних уборах, на головах коней. Вживався як прикраса ківерів і касок у більшості європейських армій першої половини XIX століття.
В армії Російській імперії 1812—1814 років чорні султани були на ківерах гренадерів і стройових чинів гвардійської важкої піхоти; білі султани на ківерах і шапках використовувалися в легкій кавалерії і в гвардійській кінній артилерії. Музиканти (барабанщики, трубачі) відрізнялися султанами червоного кольору. Капелюхи офіцерів та генералів вбиралися особливими султанами у вигляді пучка півнячого пір'я (у піхоті — чорного, в кавалерії — білого, з домішкою чорного і жовтогарячого біля основи). Після 1881 року султан залишився тільки в парадній формі гвардійських гусарських полків і жандармів.
У наполеонівській армії червоні султани (поряд з червоними еполетами) були відрізнювальною ознакою елітних підрозділів — гренадерів і кірасирів. Солдати вольтижерських рот також могли носити жовті, зелені чи жовто-зелені султани.